# 青森県道24号横浜六ケ所線
青森県道24号横浜六ケ所線（あおもりけんどう24ごう よこはまろっかしょせん）は、青森県上北郡横浜町から同郡六ヶ所村を結ぶ県道（主要地方道）である。

## 概要
横浜町吹越字中吹越で国道279号から分岐し、六ヶ所村二又地区、富ノ沢地区を通過後、大石運動公園付近で国道338号（尾駮バイパス）に合流して東進し、六ヶ所村尾駮の尾駮沼付近で国道338号に合流している。
現在では国道338号（尾駮バイパス）が開通しているため、アップダウンが激しく急カーブの多い県道24号を使わずとも半島を横断することができるが、本路線のうち二又 - 尾駮間は現在でも下北交通バス泊線の経路となっており、六ヶ所村の貧弱な公共交通を支える路線である。

### 路線データ
以下は青森県例規集に収録されているデータである。
- 起点 : 上北郡横浜町
- 終点 : 上北郡六ケ所村

## 歴史
『北奥旅程記』に、泊川から山に入り高架尾駮に抜ける道があると記述があることから、少なくとも江戸時代には使われていたことが分かる。
- 1966年（昭和41年）5月10日 - 県道に認定される[1]。
- 1993年（平成5年）5月11日 - 建設省により県道横浜六ケ所線が主要地方道横浜六ヶ所線に指定される[3]。

## 路線状況

### 重複区間
- 青森県道25号東北横浜線（上北郡横浜町豊栄平・起点 - 下北郡六ヶ所村尾駮字二又）
- 国道338号バイパス（上北郡六ヶ所村尾駮、日本原燃原子燃料サイクル施設付近）

## 地理

### 交差する道路
- 国道279号（起点）
- 青森県道25号東北横浜線（上北郡六ヶ所村）
- 国道338号バイパス（上北郡六ヶ所村）
- 国道338号（終点）

### 沿線の施設など
- JR大湊線 吹越駅
- 吹越烏帽子登山道入口
- 六ヶ所温泉
- 大石総合運動公園、村立郷土館[4]
- 六ヶ所消防署
- 六ヶ所原燃PRセンター[5]
- 日本原燃原子燃料サイクル施設
  - ウラン濃縮工場
- 環境科学技術研究所[6]
- 六ヶ所村文化交流プラザ[7]、村民図書館[8]
- 六ヶ所村立第一中学校